# Koreaanse soap
Koreaanse soapseries (Koreaans: 한국드라마, hankuk drama), ook soms K-drama, Koreanovelle of Koreaans drama genoemd, zijn soapseries geproduceerd in de Koreaanse taal voor een Koreaans publiek. Veel van de soapseries geproduceerd in Zuid-Korea genieten echter ook een grote populariteit in andere Oost- en Zuidoost-Aziatische landen. De populariteit van deze soapseries is een bekend onderdeel van het fenomeen Korean wave, de populariteit die de moderne Koreaanse cultuur geniet in Azië.
Ook buiten het Aziatische continent kennen de Koreaanse soaps een trouwe schare fans. Recent beginnen de soaps tevens aan populariteit te winnen in Zuid-Amerikaanse laden. In de Verenigde Staten worden de vaak ietwat zoete Koreaanse dramaseries gezien als een goed alternatief voor de gewelddadige Amerikaanse soaps.
In tegenstelling tot veel Westerse soaps zijn Koreaanse soaps vaak geen langlopende series, maar beperkt de verhaallijn zich tot een paar en vaak zelfs maar één seizoen.
De Koreaanse dramaseries zijn grofweg op te delen in twee soorten. 
- De series die zich afspelen in de moderne tijd. Deze draaien vaak om liefdesrelaties, familierelaties of geld en vaak een combinatie van alle drie.
- Historische dramaseries. Deze spelen zich vaak af in het Korea ten tijde van de Joseondynastie of zelfs daar voor. Bijkomend aspect van deze drama's is dat ze de kijker een beeld geven van de Koreaanse cultuur en geschiedenis.

## Populaire Koreaanse soaps
- Dae Jang Geum
- Winter Sonata
- Vincenzo
- It's Okay to Not Be Okay
- True Beauty
- Squidgame
- All of Us Are Dead
- Crash Landing on You